# Friedrich von Mitterkirchen

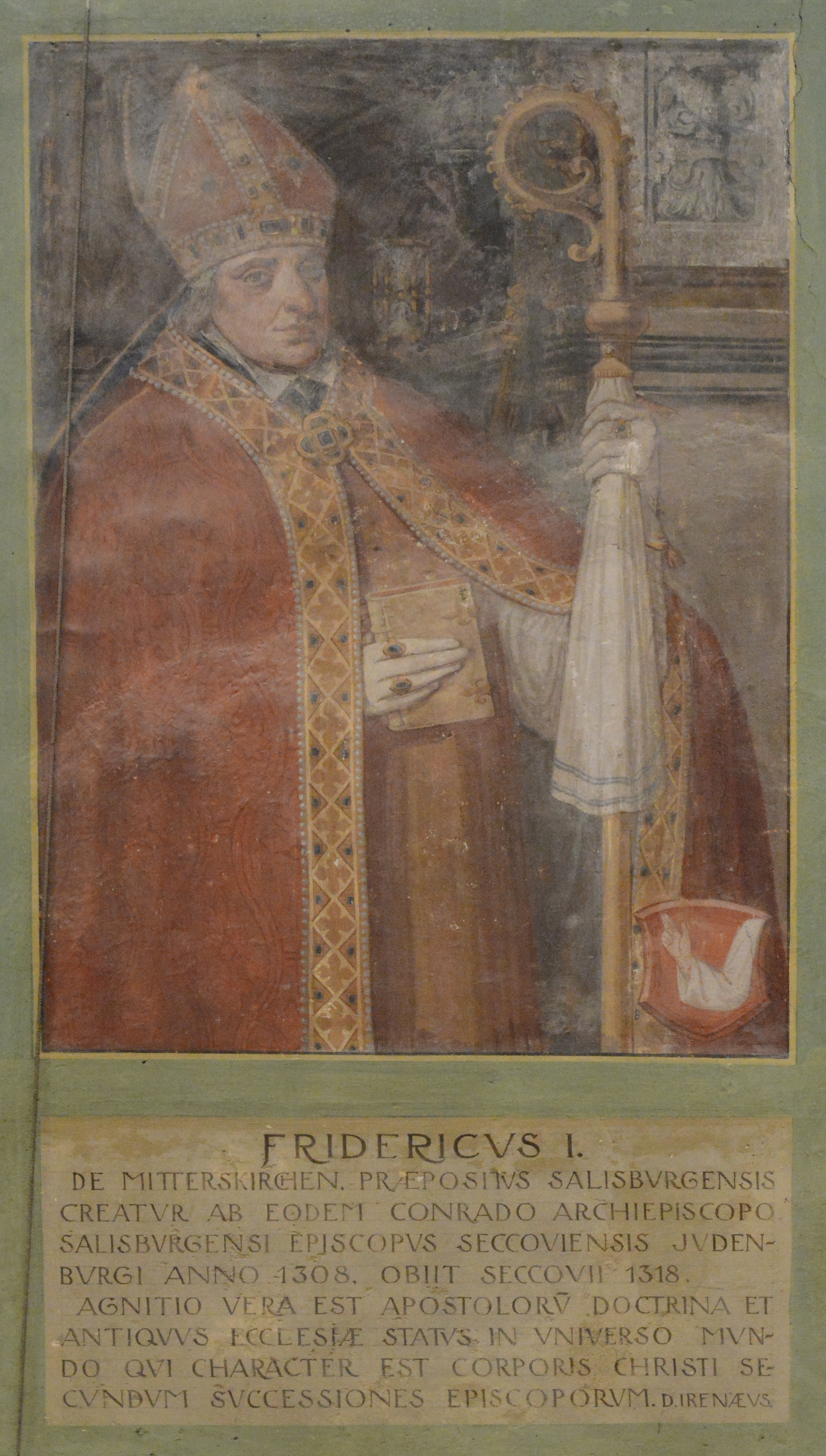
Halbfigurenportrait Bischof Friedrich I. von Mitterkirchen, Basilika Seckau, Bischofskapelle (Darstellung um 1595)

Friedrich von Mitterkirchen († 23. August 1317) war Bischof von Seckau.
Friedrich von Mitterkirchen entstammte einem oberbayrischen Ministerialengeschlecht. 1280 wurde er Domherr von Salzburg und reiste in dieser Funktion 1285 nach Rom, um für den künftigen Salzburger Erzbischof Rudolf von Hoheneck das Pallium entgegenzunehmen. 1287 wurde er Domdechant, von 1292 bis 1308 Dompropst. 1290 weilte er an der Kurie in Orvieto und war für die Wahl Stephans von Niederbayern zum neuen Erzbischof tätig. Als Papst Clemens V. die Wahl Stephans verwarf, schlug er Konrad von Fohnsdorf vor und bewog ihn zur Annahme der Wahl. 
Im April 1308 ernannte ihn Erzbischof Konrad von Fohnsdorf zum Seckauer Bischof, am 6. April wurde er in Judenburg geweiht. 
Politisch spielte Friedrich von Mitterkirchen keine Rolle, er widmete sich hauptsächlich geistlichen Aufgaben. Er galt als Förderer der Stifte Stainz und Rein.
Bischof Friedrich starb am 23. August 1308, seine Grabstätte ist unbekannt.